# Harry Augustus Garfield
Harry Augustus Garfield (* 11. Oktober 1863 in Hiram, Ohio; † 12. Dezember 1942 in Williamstown, Massachusetts) war ein US-amerikanischer Jurist und  Politikwissenschaftler der als Professor am Williams College lehrte und 1922/23 als Präsident der American Political Science Association (APSA) amtierte.
Harry Augustus Garfield war Sohn des US-Präsidenten James A. Garfield, der 1881 durch ein Attentat getötet wurde. Gemeinsam mit seinem Bruder James besuchte Garfield das Williams College. Danach studierte er Rechtswissenschaft an der Columbia Law School und am All Soul’s College im britischen Oxford und am Inns Court in London. 1888 kehrte er nach Ohio zurück und eröffnete zusammen mit seinem Bruder eine Rechtsanwaltspraxis in Cleveland. Während der folgenden Jahre war er Professor für Vertragsrecht an der Law School der Case Western Reserve University. 1903 ernannte ihn Woodrow Wilson zum Professor für Politikwissenschaft an der Princeton University. 1908 kehrte er als Präsident des William College nach Williamstown zurück. 1934 ging er in den Ruhestand.